# The Cabaret Girl
The Cabaret Girl è un film muto del 1918 diretto da Douglas Gerrard. Prodotto e distribuito dalla Bluebird Photoplays, aveva come interpreti Ruth Clifford, Carmen Phillips, Ashton Dearholt, Harry Van Meter, Jack Nelson.

## Trama
Ann Reid, che vuole studiare canto, si trasferisce in città. Ma i suoi tentativi di diventare una cantante d'opera sono scoraggiati dagli insegnanti, che le consigliano di lasciar perdere. Così Ann diventa una cantante di cabaret e trova lavoro nel locale di Balvini. Lì, Dolly, una sua amica, le presenta Ted Vane, un giovane appartenente a una nota famiglia del posto. I due si innamorano e lui le chiede di sposarlo. Ma la madre di Ted si oppone a quello che ritiene un colpo di testa del giovane e riesce a convincere Ann a rompere con il fidanzato, altrimenti - le dichiara - quel matrimonio porterà il figlio alla sua rovina sociale. Per allontanare da lei Ted, allora, Ann comincia a comportarsi come una donna frivola, esibendo durante una festa un atteggiamento sfacciato e scandaloso. Ted, però scopre presto il piano di sua madre per separarlo da Ann: corre da lei, giungendo appena in tempo per salvarla da Balvini, che sta cercando di aggredirla. I due giovani si riconciliano e, nonostante le manovre della madre, si sposano.

## Produzione
Il film fu prodotto dalla Bluebird Photoplays (Universal Film Manufacturing Company). Il soggetto si deve a Hope Loring e la sceneggiatura a Rex Taylor ma nei dati del copyright, il nome di Taylor appare cancellato, sostituito da quello di Fred Myton.

## Distribuzione
Il copyright del film, richiesto dalla Bluebird Photoplays, Inc., fu registrato il 19 dicembre 1918 con il numero LP13171.
Distribuito dalla Bluebird Photoplays (Universal Film Manufacturing Company), il film uscì nelle sale cinematografiche statunitensi il 30 dicembre 1918.
Copia della pellicola si trova conservata negli archivi dell'Eye Film Institute Netherlands di Amsterdam.